# 達林·拉胡德
達林·拉胡德（Darin LaHood；1968年7月5日—）是美國的一位政治人物。自2015年開始，他是伊利諾州第18選舉區選出的美國眾議院議員。他的黨籍是共和黨。在當選國會議員之前，拉胡德曾是伊利諾州參議院的議員。